# San Severino Marche
San Severino Marche es un municipio italiano de la región de las Marcas, en la provincia de Macerata. Posee, según el último censo, 13.018 habitantes.

## Geografía
San Severino Marche está situado a 50 km al oeste del mar Adriático y cerca de los montes Apeninos umbro-marchigiano y es atravesado por el río Potenza, y algunos de sus afluentes.

## Historia
Los restos más antiguos de la presencia humana en San Severino se remontan al Paleolítico inferior y fueron encontrados en la fracción de Stigliano; otros restos, que se encuentran en varios lugares del municipio, documentan una continuidad de asentamiento prehistórico. La primera civilización significativa de la cual permanecen muestras, es la de los picenos, concentrada cerca de Pitino, unos dos kilómetros al noreste de la ciudad actual. Sucesivas campañas de excavación, desde 1932 hasta nuestros días, han sacado a la luz una zona residencial, sobre la cima de una colina, y tres necrópolis vecinas; todas construidas entre el siglo VII y V  a. C.

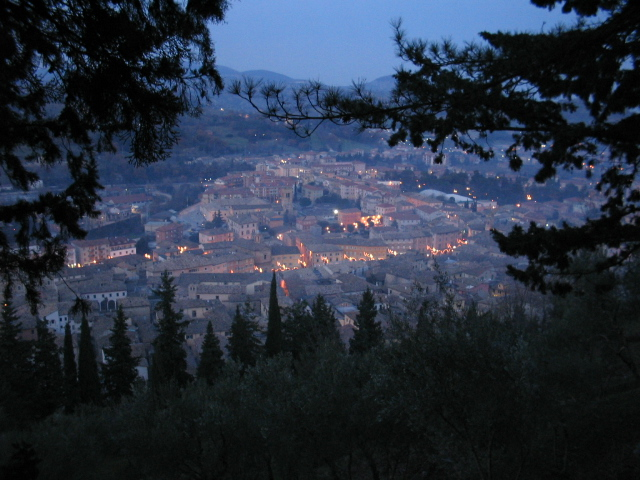
San Severino Marche de noche.

Tras la conquista romana de los Piceno, en 268 a. C., en el cercano valle se construye el pueblo de Septempeda, que se convertiría en el primer Ayuntamiento del siglo I a. C. De la ciudad romana se han detectado en ocasiones restos de paredes con un complejo termal, una intersección de calles, restos de casas privadas, un horno y un cementerio. Por algunas inscripciones, sabemos que hubo un templo dedicado a la diosa Feronia.
En la Alta Edad Media, con la ciudad romana en ruinas, la población construyó una nueva ciudad en una posición protegida en la montaña llamada Monte Negro, que se encuentra aledaña al pueblo actual. La ciudad reconstruida fue bautizada con el nombre de San Severino, un santo local de quien poca información cierta se encuentra (verificable), solo sabemos que fue obispo de Septempeda a mediados del siglo VI. Los testimonios históricos dan fe de que la antigua ciudad continuó sobreviviendo durante toda la Edad Media.
En cuanto al nuevo centro urbano, el primer documento creíble de su existencia data del 944, el año probable en el que se fundó su catedral.
El 1300 se caracterizó por el dominio de los Smeducci, familia local de capitanes de empresa, que mantuvieron su hegemonía con cierta continuidad sobre la ciudad hasta que en 1426 el papa los desterró definitivamente. Con tendencia papista (pero frecuentemente oportunistas), los Smeducci fueron siempre mal vistos por el pueblo, que se rebeló en más de una vez a su dominación, pero supieron desarrollar la función de Mecenas, según todo lo que permanece del periodo de máximo florecimiento artístico de San Severino.
Después del breve gobierno de Francesco Sforza, la comuna pasa a depender del Estado de la Iglesia; los siglos sucesivos muestran un declive sustancial en lo económico y en lo cultural. En 1586 San severino obtiene el título de ciudad y de Diócesis que mantuvo durante cuatrocientos años exactos. Mientras tanto, cesaron las exigencias de defensa y así el poblado se extendió desde el cerro hacia el valle, alrededor de la vieja plaza del mercado.

## Evolución demográfica
| Gráfica de evolución demográfica de San Severino Marche entre 1861 y 2001 |
|                                                                           |
| Fuente ISTAT - elaboración gráfica de Wikipedia                           |

## Ciudades hermanas
- Ferentino, Italia
- Valmaseda, España